# Distretto di Larbaâ
Il distretto di Larbaâ è un distretto della provincia di Blida, in Algeria, con capoluogo Larbaâ.